# Gundong-myeon
Gundong-myeon (koreanska: 군동면) är en socken i den södra delen av Sydkorea, 325 km söder om huvudstaden Seoul. Den ligger i kommunen Gangjin-gun i provinsen Södra Jeolla.